# Хечимович, Никола (1920)
Никола «Брация» Хечимович (серб. Никола «Брација» Хећимовић; 3 ноября 1920, Буковац — 26 февраля 1944, дорога Слуня—Велика-Кладуша) — югославский хорватский крестьянин, партизан времён Народно-освободительной войны Югославии.

## Биография
Родился 3 ноября 1920 в селе Буковац близ Госпича. До войны работал крестьянином, был членом левого крыла Хорватской крестьянской партии и считал себя противником правого крыла (франковцев и усташей). В начале войны ушёл в партизанское подполье, зимой 1941 года вступил в партизанский отряд «Любово» (был известен в партизанском движении под именем «Брация») и примерно тогда же вступил в Коммунистическую партию Югославии. На основе отряда позднее был создан Кореницкий батальон имени Огнена Прицы, Никола был зачислен в его 2-ю роту. Боевое крещение он принял в боях с итальянцами близ Кореницы, а по-серьёзному себя проявил в битве за Дони-Лапец 27 февраля 1942, закидав гранатами бункер и захватив радиостанцию. В следующем месяце он атаковал итальянский гарнизон в Србе, в составе штурмовой группы 2-го батальона бился за здание школы.
Летом 1942 года Брация получил задание от Ликского комитета Коммунистической партии Хорватии перебраться в Косинь и заняться организацией там партизанского движения. Новоприбывшего солдата назначили на должность политрука 2-й роты батальона имени Матии Губеца. Хечимович занимался привлечением добровольцев как в батальон Губеца, так и в 4-й Ликский партизанский отряд, писал несколько статей об объединении хорватов и сербов в борьбе против общего врага. В 1943 году тот же Ликский комитет направил Николу в Берушич, где он стал секретарём местного отделения партии. В начале 1944 года он поступил на курсы, которые проходили в Топуске.
26 февраля 1944 Никола Хечимович, возвращаясь с курсов, трагически погиб на дороге Слуня — Велика-Кладуша. Звание Народного героя Югославии он получил посмертно 20 декабря 1951.